# Jiří Tichý
Jiří Tichý (Jeneč, 6 dicembre 1933 – Podivín, 26 agosto 2016) è stato un calciatore cecoslovacco, di ruolo difensore.

## Carriera
Tichý giocò per gran parte della sua carriera nell'Internacionál Slovnaft Bratislava, militandovi dal 1954 al 1969. In nazionale, fu convocato dalla Cecoslovacchia tra il 1957 e il 1964, totalizzando 19 presenze senza segnare reti. Fece parte della rosa che partecipò al Mondiale del 1962, dove la Cecoslovacchia concluse il torneo al secondo posto.

## Palmarès

### Club

#### Competizioni nazionali
- Campionato cecoslovacco: 1

Inter Bratislava: 1958-1959

#### Competizioni internazionali
- Coppa Mitropa: 1

Inter Bratislava: 1968-1969
- Coppa Piano Karl Rappan: 1

Inter Bratislava: 1962-1963, 1963-1964